# اچ‌ام‌اس چارلز (۱۶۶۸)

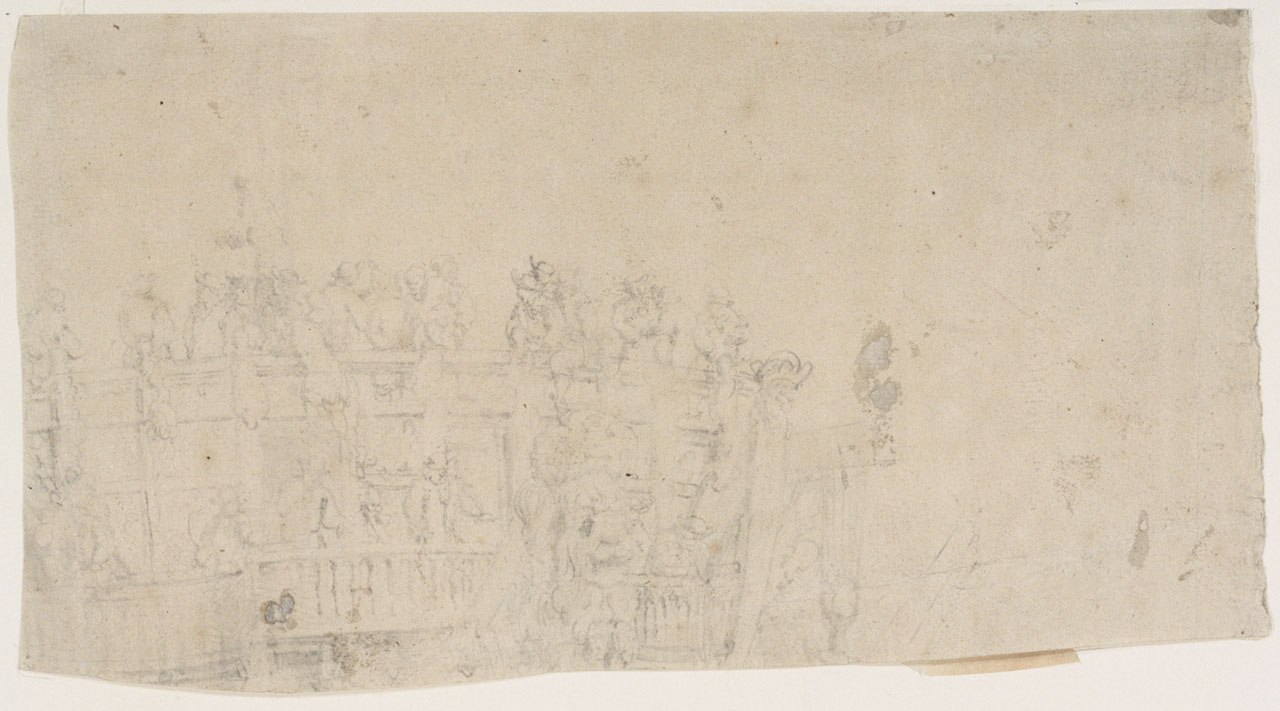
اچ‌ام‌اس چارلز (۱۶۶۸)

اچ‌ام‌اس چارلز (۱۶۶۸) (به انگلیسی: HMS Charles (1668)) یک کشتی بود که طول آن ۱۲۸ فوت (۳۹ متر) بود.